# Dekanat strykowski
Dekanat strykowski – dekanat wchodzący w skład archidiecezji łódzkiej, jego siedzibą jest Stryków (kościół pw. św. Marcina). Dekanat składa się z 7 parafii:
- Parafia św. Ojca Pio w Kalonce
- Parafia św. Augustyna w Bratoszewicach
- Parafia św. Jana Chrzciciela i św. Doroty w Dobrej
- Parafia św. Szczepana w Koźlach
- Parafia św. Wojciecha w Niesułkowie
- Parafia św. Marcina w Strykowie
- Parafia św. Stanisława Biskupa i Męczennika w Szczawinie